# 紅椿 雪に咲く -義士外伝・毛利小平太-
『紅椿 雪に咲く』 -義士外伝・毛利小平太-（べにつばき ゆきにさく ぎしがいでん・もうりこへいた）は宝塚歌劇団の作品。雪組公演。
形式名は「元禄花吹雪」。12場。
1974年11月29日から12月15日まで宝塚大劇場で公演された。
併演作品は『ファンキー・ジャンプ』。

## 解説
※『宝塚歌劇100年史（舞台編）』の宝塚大劇場公演のページを参照。
裏切り者と言われながらも必死の活躍を見せた毛利小平太を題材にした作品。

## スタッフ
- 作[1]・演出[1]：阿古健
- 音楽[2]：河崎恒夫、寺田瀧雄
- 音楽指揮[2]：野村陽児
- 振付[2]：花柳寿楽
- 装置[2]：黒田利邦
- 衣装[2]：小西松茂、中川菊枝
- 照明[3]：今井直次
- 音響・録音[3]：松永浩志
- 小道具[3]：上田特市
- 効果[3]：中田正廣
- 演出助手[3]：村上信夫
- 制作[3]：大谷真一

## 主な配役
- 毛利小平太 - 順みつき[1]
- 許嫁 - 玉梓真紀[1]